# Okrzyn
Okrzyn (Laserpitium L.) – rodzaj roślin z rodziny selerowatych. Obejmuje 9 gatunków. Rośliny te występują w Europie, sięgając na wschodzie do zachodniej Rosji. Obecne są poza tym w Maroku. Do flory Polski należy tylko okrzyn szerokolistny L. latifolium. Z Bieszczadów błędnie podawany był także okrzyn karpacki L. krapffii. Zaliczane tu inne gatunki przeniesione zostały do rodzajów Laser (okrzyn jeleni) i Silphiodaucus (okrzyn łąkowy zwany też pruskim).

## Systematyka
Pozycja systematyczna
Rodzaj z podplemienia Daucinae, plemienia Scandiceae z podrodziny Apioideae Seemann, rodziny selerowatych (Apiaceae Lindl.) z rzędu selerowców (Apiales Lindl.). Rodzaj w tradycyjnym ujęciu okazał się być taksonem polifiletycznym – gatunki tu zaliczane należą do kilku odrębnych kladów i w konsekwencji liczba gatunków w rodzaju została ograniczona (do grupy gatunków tworzących klad z gatunkiem typowym – L. gallicum), a część przeniesiona została do innych rodzajów, m.in. okrzyn jeleni (Laserpitium archangelica Wulfen) to współcześnie Laser archangelica (Wulfen) Spalik & Wojew., a okrzyn łąkowy, o. pruski (Laserpitium prutenicum L.) to Silphiodaucus prutenicus (L.) Spalik, Wojew., Banasiak, Piwczynski & Reduron.
Wykaz gatunków
- Laserpitium emilianum Emb.
- Laserpitium gallicum L.
- Laserpitium halleri Crantz
- Laserpitium krapffii Crantz – okrzyn karpacki
- Laserpitium latifolium L. – okrzyn szerokolistny
- Laserpitium longiradium Boiss.
- Laserpitium nitidum Zanted.
- Laserpitium ochridanum Micevski
- Laserpitium peucedanoides L.